# Rabenau (Saxônia)
Rabenau é um município da Alemanha, situado no distrito de Sächsische Schweiz-Osterzgebirge, no estado da Saxônia. Tem 30,72 km² de área, e sua população em 2019 foi estimada em 4.420 habitantes.